# Tiki (album)
Pour les articles homonymes, voir Tiki (homonymie).
Albums de Richard Bona
Munia: The Tale
(2003) Bona Makes You Sweat
(2008)
Tiki est le quatrième album studio de Richard Bona sorti en 2006 sur le label Universal Music. On y trouve trois chanteurs invités: John Legend sur le morceau jazz Please Don't Stop, la chanteuse indienne Susheela Raman sur Tiki et le guitariste-chanteur brésilien Djavan sur Manyak O Brazil. Richard Bona a aussi enregistré le morceau Three Women en hommage à Jaco Pastorius.

## Liste des morceaux
Toutes les chansons sont écrites et composées par Richard Bona, sauf mention contraire.
| 1.    | Please Don't Stop (Feat. John Legend)          | 4:11 |
| 2.    | Dipama                                         | 4:28 |
| 3.    | Tiki (Feat. Susheela Raman)                    | 4:43 |
| 4.    | Kivu                                           | 1:23 |
| 5.    | O Beat O Siba                                  | 4:49 |
| 6.    | Esoka Bulu (Night Whisper)                     | 4:03 |
| 7.    | O Sen Sen Sen (Richard Bona/Marc Berthoumieux) | 4:42 |
| 8.    | Manyaka O Brazil (Feat. Djavan)                | 4:06 |
| 9.    | Three Women (Jaco Pastorius)                   | 3:15 |
| 10.   | Ba Senge                                       | 4:09 |
| 11.   | Ida Bato (Ancient Song 1789)                   | 1:09 |
| 12.   | Akwa Samba Yaya                                | 5:03 |
| 13.   | Calçadão De Copacabana                         | 4:06 |
| 14.   | Samaouma                                       | 4:54 |
| 15.   | Nu Sango                                       | 1:20 |
| 60:10 |                                                |      |

## Musiciens
- Richard Bona - Chant, basse, guitare acoustique et électrique, percussions, claviers, Chœurs, mbira
- John Legend - Chant, Chœurs
- Obed Calvaire - Batterie
- Etienne Stadwijk - Claviers, cor, piano, Fender rhodes
- Clark Gayton - Trombone
- Kenny Rampton - Trompette
- Mike Stern - Guitare électrique
- Vinnie Colaiuta - Batterie
- Susheela Raman - Chant
- Marcos Souzano - Percussions
- Marcelo Martins - Flûte
- Nathaniel Tonwsley - Batterie
- Davi Vieira - Rap
- Aaron Heick - Saxophone alto & tenor
- Barry Danielan - Trompette
- Ari Hoenig - Batterie
- George Colligan - Piano
- Osmany Paredes - Piano
- Luisito Quintero - Percussions
- Marc Berthoumieux - Accordéon
- Aquiles Baez - Tres, quatro
- Djavan - Chant
- Tonino Horta - Guitare acoustique
- Joyce Hammann, Belinda Whitney, Tom Chiu, Conrad Harris - Violon
- Lois Martin - Alto
- Richard Locker, Max Mandell, Dave Eggar - Violoncelle
- Helio Delmiro - Guitare acoustique